# Соловьёво (Путивльский район)
Соловьёво (укр. Соловйове) — село,
Мазевский сельский совет,
Путивльский район,
Сумская область,
Украина.
Код КОАТУУ — 5923884809. Население по переписи 2001 года составляло 4 человека.

## Географическое положение
Село Соловьёво находится на левом берегу реки Ольшанка, недалеко от её истоков,
ниже по течению на расстоянии в 2 км расположено село Почепцы.
На территории Украины 2 населённых пункта с названием Соловьёво.